# 坝塘镇
坝塘镇是中国湖南省宁乡市下辖镇，位于宁乡市中部。地缘上，坝塘西连资福镇，东界夏铎铺镇，北与白马桥社区、回龙铺镇接壤。辖域面积107平方公里，人口4.1万人（2000年人口普查39,687人）。

## 历史
- 该镇于1995年由坝塘乡、油麻田乡和沩乌乡合并设立。
- 2015年11月19日，将坝塘镇和南田坪乡成建制合并设立坝塘镇。[2]

## 区划
截止2016年，下辖13个行政村与1个社区，分别为坝塘社区，沿江村、乐安村、金洲村、沩乌村、保安村、金河村、油麻田村、繁荣村、南田坪村、南芬塘村、洋西塘村、横田湾村和停钟新村。
坝塘镇现辖：
坝塘社区、坝塘村、鸟鸣村、龙佳村、铺岭村、沿江村、乐安村、早安村、金洲村、沩乌村、保安村、金河村、油麻田村、繁荣村、长新村、南田坪村、红桃山村、洋西村、军里村、南芬塘村、横田村、锡福村、宜坪村、烟田村、竹山村、牛角村、枫木村、杏村、山龙村、袁河村、洞庭村、双井村、杨塘村、新风村、洪桥村和永兴村。

## 地理
沩水，湘江的一条支流，流经坝塘镇。
坝塘镇的水库有：石牛水库、洞冲水库、华光水库、文家冲水库。

## 交通
县道X096南北贯穿坝塘镇，南方是资福镇，北方是回龙铺镇。
县道X093从坝塘镇出发，往东南方和省道S208交汇。

## 教育
- 初中：坝塘初级中学、沩乌初级中学
- 高中：宁乡二中